# République dominicaine aux Jeux olympiques d'été de 2016
La République dominicaine participe aux Jeux olympiques d'été de 2016 à Rio de Janeiro au Brésil du 5 au 21 août 2016. Il s'agit de sa 14e participation à des Jeux d'été.

## Athlétisme

### Homme

#### Course
| Athlètes                                                                 | Compétitions          | Série         | Série | Demi-finales | Demi-finales | Finale  | Finale  |
| ------------------------------------------------------------------------ | --------------------- | ------------- | ----- | ------------ | ------------ | ------- | ------- |
| Athlètes                                                                 | Compétitions          | Temps         | Rang  | Temps        | Rang         | Temps   | Rang    |
| Yancarlos Martínez                                                       | 200 mètres            | 22 s 97       | 7e    | Éliminé      | Éliminé      | Éliminé | Éliminé |
| Stanly del Carmen                                                        | 200 mètres            | 20 s 55       | 6e    | Éliminé      | Éliminé      | Éliminé | Éliminé |
| Luguelín Santos                                                          | 400 mètres            | 45 s 61       | 2e    | 44 s 71      | 4e           | Éliminé | Éliminé |
| Gustavo Cuesta                                                           | 400 mètres            | 46 s 92       | 7e    | Éliminé      | Éliminé      | Éliminé | Éliminé |
| Mayobanex de Óleo Yohandris Andújar Stanly del Carmen Yancarlos Martínez | Relais 4 × 100 mètres | DSQ           | /     | NC           | NC           | Éliminé | Éliminé |
| Yon Soriano Luguelín Santos Luis Enriques Charles Gustavo Cuesta         | Relais 4 × 400 mètres | 3 min 01 s 76 | 5e    | NC           | NC           | Éliminé | Éliminé |

### Femme

#### Course
| Athlètes        | Compétitions | Série   | Série | Demi-finales | Demi-finales | Finale   | Finale   |
| --------------- | ------------ | ------- | ----- | ------------ | ------------ | -------- | -------- |
| Athlètes        | Compétitions | Temps   | Rang  | Temps        | Rang         | Temps    | Rang     |
| Mariely Sanchez | 200 mètres   | 23 s 39 | 7e    | Éliminée     | Éliminée     | Éliminée | Éliminée |

## Cyclisme

### Cyclisme sur route
| Athlète     | Compétition            | Temps       | Rang |
| ----------- | ---------------------- | ----------- | ---- |
| Diego Milán | Course en ligne hommes | non terminé | NC   |

## Tir à l'arc
| Athlète        | Compétition       | Tour préliminaire | Tour préliminaire | 1er tour                     | 2e tour          | 3e tour          | Quarts de finale | Demi-finales     | Finale           | Finale |
| Athlète        | Compétition       | Score             | Rang              | Adversaire Score             | Adversaire Score | Adversaire Score | Adversaire Score | Adversaire Score | Adversaire Score | Rang   |
| -------------- | ----------------- | ----------------- | ----------------- | ---------------------------- | ---------------- | ---------------- | ---------------- | ---------------- | ---------------- | ------ |
| Yessica Camilo | Individuel femmes | 525               | 64e               | Battue par Choi Mi-sun 0 - 6 | non qualifiée    | non qualifiée    | non qualifiée    | non qualifiée    | non qualifiée    | 33e    |